# Pseudoacontias menamainty
Pseudoacontias menamainty là một loài thằn lằn trong họ Scincidae. Loài này được Andreone & Greer mô tả khoa học đầu tiên năm 2002.